# Belgische kampioenschappen veldrijden 2009
De Belgische kampioenschappen veldrijden 2009 werden gehouden in het weekend van 10 en 11 januari 2009 in Ruddervoorde, een gemeente in de provincie West-Vlaanderen.
Sven Nys werd voor de zesde keer in zijn carrière Belgisch kampioen bij de profs.

## Uitslagen

#### Elite, mannen
| pos.   | renner                | tijd       |
| ------ | --------------------- | ---------- |
| Goud   | Sven Nys              | 1u 04' 28" |
| Zilver | Niels Albert          | op 1"      |
| Brons  | Kevin Pauwels         | op 20"     |
| 4.     | Sven Vanthourenhout   | op 43"     |
| 5.     | Bart Wellens          | op 46"     |
| 6.     | Bart Aernouts         | op 55"     |
| 7.     | Dieter Vanthourenhout | op 1' 06"  |
| 8.     | Rob Peeters           | op 1' 50"  |
| 9.     | Jan Verstraeten       | op 2' 43"  |
| 10.    | Ben Berden            | op 3' 12"  |

#### Vrouwen
| pos.   | renner            | tijd      |
| ------ | ----------------- | --------- |
| Goud   | Joyce Vanderbeken | 37' 50"   |
| Zilver | Sanne Cant        | op 1"     |
| Brons  | Veerle Ingels     | op 1' 53" |
| 4.     | Nancy Bober       | op 2' 06" |
| 5.     | Katrien Pauwels   | op 2' 13" |
| 6.     | Nicolle Leijten   | op 2' 35" |
| 7.     | Gertie Willems    | op 2' 43" |
| 8.     | Loes Sels         | op 3' 00" |
| 9.     | Anne Arnouts      | op 3' 09" |
| 10.    | Laure Werner      | op 3' 54" |

#### Beloftes, mannen
| pos.   | renner                  | tijd    |
| ------ | ----------------------- | ------- |
| Goud   | Vincent Baestaens       | 46' 47" |
| Zilver | Stef Boden              | op 3"   |
| Brons  | Kenneth Van Compernolle | op 10"  |
| 4.     | Kevin Eeckhout          | op 15"  |
| 5.     | Tom Meeusen             | op 19"  |
| 6.     | Jim Aernouts            | op 23"  |
| 7.     | Dave De Cleyn           | op 40"  |
| 8.     | Wim Leemans             | op 41"  |
| 9.     | Jan Denuwelaere         | op 42"  |
| 10.    | Jan Van Dael            | op 51"  |

#### Juniores, jongens
| pos.   | renner            | tijd   |
| ------ | ----------------- | ------ |
| Goud   | Wietse Bosmans    | 41:17  |
| Zilver | Bart De Vocht     | + 0:02 |
| Brons  | Matthias Bossuyt  | + 0:32 |
| 4.     | Hendrik Sweeck    | + 0:48 |
| 5.     | Laudelino Lammens | + 0:54 |
| 6.     | Ruben Scheire     | + 0:56 |
| 7.     | Angelo De Clercq  | + 0:56 |
| 8.     | Xandro Meurisse   | + 1:26 |
| 9.     | Gianni Vermeersch | + 1:26 |
| 10.    | Vinnie Braet      | + 1:26 |

#### Nieuwelingen, jongens
| pos.   | renner                  | tijd   |
| ------ | ----------------------- | ------ |
| Goud   | Laurens Sweeck          | 27:54  |
| Zilver | Diether Sweeck          | + 0:18 |
| Brons  | Jens Vandekinderen      | + 0:30 |
| 4.     | Maxim Panis             | + 1:00 |
| 5.     | Yorben Van Tichelt      | + 1:06 |
| 6.     | Niels Van den Driessche | + 1:11 |
| 7.     | Robin Van Goethem       | + 1:14 |
| 8.     | Jeroen Eyskens          | + 1:26 |
| 9.     | James Ysebaert          | + 1:48 |
| 10.    | Arno Sinnaeve           | + 1:59 |

#### Jeugd, meisjes
| pos.   | renner               | tijd      |
| ------ | -------------------- | --------- |
| Goud   | Karen Verhestraeten  | 25' 37"   |
| Zilver | Kaat Hannes          | op 27"    |
| Brons  | Lisa Bogaert         | op 28"    |
| 4.     | Larisa Jaspart       | op 1' 28" |
| 5.     | Nathalie Nijns       | op 2' 00" |
| 6.     | Steffy Van den Haute | op 2' 30" |
| 7.     | Jessy Druyts         | op 2' 47" |
| 8.     | Lisa Vermeire        | op 3' 55" |
| 9.     | Maaike Lanssens      | op 4' 13" |
| 10.    | Sofie Leemans        | op 4' 32" |

Kampioenschappen:  Wereldkampioenschappen · 
 Europese kampioenschappen · 
 Belgische kampioenschappen · 
 Nederlandse kampioenschappen
Klassementen:  Wereldbeker · 
 Superprestige · 
 GvA Trofee · 
 TOI TOI Cup · 
 Challenge national
1910 · 
1911 · 
1912 · 
1913 · 
1914 · 
1915-1920 · 
1921 · 
1922 · 
1923 · 
1924 · 
1925 · 
1926 · 
1927 · 
1928 · 
1929 · 
1930 · 
1931 · 
1932 · 
1933 · 
1934 · 
1935 · 
1936 · 
1937 · 
1938 · 
1939 · 
1940 · 
1941 · 
1942 · 
1943 · 
1944 · 
1945 · 
1946 · 
1947 · 
1948 · 
1949 · 
1950 · 
1951 · 
1952 · 
1953 · 
1954 · 
1955 · 
1956 · 
1957 · 
1958 · 
1959 · 
1960 · 
1961 · 
1962 · 
1963 · 
1964 · 
1965 · 
1966 · 
1967 · 
1968 · 
1969 · 
1970 · 
1971 · 
1972 · 
1973 · 
1974 · 
1975 · 
1976 · 
1977 · 
1978 · 
1979 · 
1980 · 
1981 · 
1982 · 
1983 · 
1984 · 
1985 · 
1986 · 
1987 · 
1988 · 
1989 · 
1990 ·
1991 ·
1992 ·
1993 ·
1994 ·
1995 ·
1996 ·
1997 ·
1998 ·
1999 ·
2000 · 
2001 · 
2002 · 
2003 · 
2004 · 
2005 · 
2006 · 
2007 · 
2008 · 
2009 ·
2010 ·
2011 ·
2012 ·
2013 ·
2014 ·
2015 ·
2016 ·
2017 ·
2018 ·
2019 ·
2020 ·
2021 ·
2022 ·
2023 · 2024 · 2025